# Chlorophorus moupinensis
Chlorophorus moupinensis là một loài bọ cánh cứng trong họ Cerambycidae.